# Айкхоф, Фридрих Герман
Фридрих Герман Айкхоф (нем. Friedrich Hermann Eickhoff; 1807, Зост — 1886, Гютерсло) — немецкий педагог, органист и редактор.
Окончил школу для учителей в Зосте и с 1829 года работал в школе для девочек в Гютерсло, затем возглавлял её, в 1868 году руководил объединением трёх приходских школ в единую городскую школу. В 1879 году вышел на пенсию.
Одновременно с педагогической работой Айкхоф был органистом церкви Святых Апостолов в Гютерсло. С 1835 г. он сотрудничал с основателем музыкального издательства в Гютерсло Карлом Бертельсманом (на дочери которого женился) как составитель многотомной антологии песен религиозного содержания «Theomele». Вышедший под редакцией Айкхофа сборник духовных песен «Малая миссионерская арфа» (нем. Kleine Missionsharfe), составленный Иоганном Генрихом Фолькенингом, выдержал 82 издания и разошёлся в более чем двух миллионах экземпляров, став первым бестселлером в истории издательства Bertelsmann.
Айкхофу принадлежит заслуга создания двух весьма популярных в Германии духовных песен: в обоих случаях он соединил стихотворения с мелодиями, ранее написанными на другой текст. Так, гимн Пауля Герхардта Geh aus, mein Herz, und suche Freud, прежде певшийся на музыку Иоганна Георга Эбелинга, Айкхоф приложил к песне Августа Хардера, первоначально написанной на стихи Людвига Хёльти. Аналогичным образом стихотворение Кристофа фон Шмида Ihr Kinderlein, kommet было приложено Айкхофом к музыке песни И. А. П. Шульца Wie reizend, wie wonnig.
Кроме того, в 1873 году Айкхоф основал в Гютерсло Историческое общество.
Сыновья Айкхофа, Пауль Айкхоф (1850—1931) и Герман Айкхоф (1853—1934), на протяжении многих лет вели преподавательскую деятельность в Гютерсло; в 1936 г. в их честь в городе была названа улица (нем. Eickhoffstraße).